# Ворона (Пензенская область)
Воро́на — село в Пачелмском районе Пензенской области России. Входит в состав Белынского сельсовета.

## География
Село находится в западной части Пензенской области, в пределах Приволжской возвышенности, в лесостепной зоне, на правом берегу реки Вороны, на расстоянии примерно 9 километров (по прямой) к юго-востоку от Пачелмы, административного центра района. Абсолютная высота — 186 метров над уровнем моря.

### Климат
Климат характеризуется как умеренно континентальный, с холодной продолжительной зимой и тёплым летом. Среднегодовая температура воздуха — 3,6 — 3,8 °C. Средняя температура воздуха самого тёплого месяца (июля) — 19 °C (абсолютный максимум — 39 °C); самого холодного (января) — −12 °C (абсолютный минимум — −49 °C). Вегетационный период длится 145 дней. Среднегодовое количество атмосферных осадков варьируется от 460 до 480 мм, из которых большая часть выпадает в тёплый период. Снежный покров устанавливается в конце ноября и держится в течение 150 дней.

### Часовой пояс
Село Ворона, как и вся Пензенская область, находится в часовой зоне МСК (московское время). Смещение применяемого времени относительно UTC составляет +3:00.

## Население
| 1762  | 1795  | 1864  | 1877  | 1897  | 1911  | 1926  |
| ----- | ----- | ----- | ----- | ----- | ----- | ----- |
| 930   | ↗1458 | ↗2021 | ↗2249 | ↗2709 | ↗3354 | ↘2878 |
| 1930  | 1939  | 1959  | 1979  | 1989  | 2002  | 2010  |
| ↗3041 | ↘2245 | ↘1276 | ↘465  | ↘220  | ↘210  | ↘124  |

### Национальный состав
Согласно результатам переписи 2002 года, в национальной структуре населения русские составляли 96 % из 210 чел.